# Бања (Вргорац)
Бања је насељено место у саставу града Вргорца, Сплитско-далматинска жупанија, Република Хрватска.

## Историја
До територијалне реорганизације у Хрватској налазила се у саставу старе општине Вргорац.

## Становништво
На попису становништва 2011. године, Бања је имала 202 становника.
| Број становника по пописима | Број становника по пописима | Број становника по пописима | Број становника по пописима | Број становника по пописима | Број становника по пописима | Број становника по пописима | Број становника по пописима | Број становника по пописима | Број становника по пописима | Број становника по пописима | Број становника по пописима | Број становника по пописима | Број становника по пописима | Број становника по пописима | Број становника по пописима |
| --------------------------- | --------------------------- | --------------------------- | --------------------------- | --------------------------- | --------------------------- | --------------------------- | --------------------------- | --------------------------- | --------------------------- | --------------------------- | --------------------------- | --------------------------- | --------------------------- | --------------------------- | --------------------------- |
| 1857                        | 1869                        | 1880                        | 1890                        | 1900                        | 1910                        | 1921                        | 1931                        | 1948                        | 1953                        | 1961                        | 1971                        | 1981                        | 1991                        | 2001                        | 2011                        |
| 158                         | 0                           | 228                         | 243                         | 297                         | 308                         | 0                           | 276                         | 268                         | 276                         | 257                         | 215                         | 214                         | 210                         | 242                         | 202                         |

Напомена: У 1869. и 1921. подаци су садржани у насељу Вргорац, као и део података у 1857. и 1931.

### Попис1991.
На попису становништва 1991. године, насељено место Бања је имало 210 становника, следећег националног састава:
| Попис 1991.‍ | Попис 1991.‍ | Попис 1991.‍ | Попис 1991.‍ | Попис 1991.‍ |
| ----------- | ----------- | ----------- | ----------- | ----------- |
|             |             |             |             |             |
| Хрвати      | Хрвати      |             | 205         | 97,61%      |
| непознато   | непознато   |             | 5           | 2,38%       |
| укупно: 210 |             |             |             |             |